# زلیخا ریورا
زلیخا ریورا مندوزا (به اسپانیایی: Zuleyka Jerrís Rivera Mendoza) (زاده: ۳ اکتبر ۱۹۸۷ در کیئی، پورتوریکو) بازیگر، مدل، رقصنده و ملکه زیبایی اهل پورتوریکو است. او در سال ۲۰۰۶ برنده مسابقات دوشیزه جهان و دوشیزه پورتوریکو شد. او در چندین مجموعه تلویزیونی و سینمایی نیز ایفای نقش کرده است.
ریورا با داشتن تنها ۱۸ سال سن یکی از جوانترین برگزیدگان مراسم دوشیزه جهان بود. او پنجمین شرکت کننده اهل پورتوریکو بود که به عنوان دوشیزه جهان رسید و به این ترتیب کشورش را پس از آمریکا و در کنار ونزوئلا در مقام دوم دنیا از نظر تعداد برنده در این رویداد قرار داد. ریورا عنوان خود را ۲۳ ژوئیه ۲۰۰۶ در لس آنجلس محل برگزاری مراسم از ناتالی گلبوا کانادایی قهرمان دوره قبلی مسابقات دریافت کرد.
ریورا در عصر همان روز از شدت گرمای ناشی از نور زیاد صحنه مسابقه و همچنین وزن زیاد و تنگ بودن لباس‌هایی که پوشیده بود، از حال رفت .
زلیخا ریورا در دورانی که صاحب این عنوان بود، به همراه دوشیزه آمریکا و دوشیزه نوجوان آمریکا (Miss Teen USA) در آپارتمانی در نیویورک اقامت داشت و ۲۸ مه ۲۰۰۷ در مکزیکو سیتی عنوان خود را به ریو موری از ژاپن قهرمان بعدی این جشنواره بخشید.